# Mourits Olufsen Krognos
Mourits Olufsen Krognos (død 24. november 1550) var en skånsk adelsmand, far til Oluf Mouritsen Krognos. 
Han var søn af Oluf Stigsen Krognos til Krapperup og Bollerup og Anne Mouritsdatter Gyldenstjerne og arvede flere ejendomme efter sine rige forældre, bl.a. efter faderen Krapperup, Bollerup og part i Klogerup i Skåne og efter moderen Bregentved og Ågård, hvortil han selv erhvervede Markie og halvparten af Clausholm, som han fik ved sit ægteskab med Mogens Gøyes datter Eline Gøye. 
Han var 1525 hofsinde og nævnes da som til stede ved et forlig med Søren Norby ved belejringen af Landskrone samme år. Under krigen havde hans skånske besiddelser lidt meget; men han fik erstatning i en stor del af den henrettede Niels Brahes beslaglagte jordegods. I 1526 blev han desuden forlenet med Lykå, hvorpå han 1532 fik livsbrev efter året forinden at have fået slottet i pant; dog ombyttede han Lykå i 1540 mod Skjoldenæs, som han beholdt til sin død. Han fik desuden i 1542 Han Herred; men dette len mistede han et par år efter. 
I 1528 blev han ridder, men i rigsrådet fik han aldrig sæde. Ligesom den øvrige skånske adel måtte han i begyndelsen af Grevefejden gå grev Christoffer til hånde, men forlod denne sag i 1534. Han døde på Skjoldenæs i 1550 og ligger begravet i Ringsted Kirke, hvor hans gravsten, den største som kendes i Danmark, endnu ses. Enken blev siden gift med Vincents Juel og døde 20. februar 1563.